# Shorty Rogers
Pour les articles homonymes, voir Rogers.
Shorty Rogers, né Milton Rajonsky, est un trompettiste, bugliste, arrangeur, compositeur et chef d'orchestre américain né le 14 avril 1924 à Great Barrington et mort le 7 novembre 1994 à Van Nuys.
Il s'est illustré dans le jazz - il est un des musiciens emblématiques du jazz West Coast -, dans la musique de film et la musique de variétés.
L'IMDB le cite aussi comme acteur pour le cinéma et la télévision. En fait, il a essentiellement fait des caméos où il interprète de brefs rôles de musiciens.

## Biographie

### Débuts
Shorty Rogers, né Milton Rajonsky, fait ses études musicales à la High School of Music & Art (en) de New York.
Il commence sa carrière comme trompettiste dans des orchestres de danse et de jazz dans les années 1940. Il travaille, entre autres, pour Will Bradley.
Durant la Seconde Guerre Mondiale, il sert dans l'US Army (1943-1945).
Encore sous les armes, il travaille pour Red Norvo, et, ponctuellement, pour Cozy Cole.
Shorty Rogers, travaille ensuite pour Woody Herman de 1945 à 1946 (période First Herd), puis de 1947 à 1949 (période Second Herd). Au sein du big band du clarinettiste, Rogers est à la fois trompettiste, arrangeur et compositeur. Si l'essentiel de ses compositions sont d'esthétique "swing" mâtiné d'apports bebop, il signe même pour cette formation quelques pièces plus "ambitieuses" comme Igor (un hommage à Igor Stravinsky). Entre ses deux séjours chez Herman, il travaille successivement pour Kai Winding, Charlie Barnet et Butch Stone.
De 1950 à 1951, il travaille pour Stan Kenton (période Innovations in Modern Music - époque où le big band est parfois augmentée d'une section de cordes). Pour l'orchestre de ce dernier, il signe, entre autres, des pièces comme Art Pepper ou Maynard Ferguson, "Coop's Solo pour Bob Cooper, petits "concertos" pour les solistes dédicataires. Pour Kenton, il écrit aussi des titres orientés latin jazz : Viva Prado, Sambo (un mélange de samba et de mambo),... Il est à noter qu'à l'époque, chez Kenton, Rogers signe essentiellement des titres "purement jazz" (Jolly Rogers, Round Robin,...).

### Années 1950-1960:jazz West Coastet cinéma
Shorty Rogers est installé sur la côte Ouest, depuis 1947. C'est en Californie, au "Allied Arts Center" de Los Angeles qu'il approfondit ses connaissances en écriture musicale en suivant l'enseignement, avec Jimmy Giuffre, du théoricien et pédagogue Wesley LaViolette.
Dans les années 1950, il est un des piliers du club Lighthouse d'Howard Rumsey à Hermosa Beach, « temple » du jazz West Coast. Avec Shelly Manne et Jimmy Giuffre, il est d'ailleurs un des fondateurs et des artistes les plus représentatifs de ce style.
Rogers dirige ses propres orchestres, généralement nommé Shorty Rogers and His Giants. Outre avec son propre leader de son combo régulier, Shorty Rogers enregistre aussi comme leader de big bands occasionnels réunissant le gratin du jazz West Coast et le fleuron des « requins de studios » de l'époque (Conrad Gozzo, Maynard Ferguson, Al Porcino, Buddy Childers, Conte Candoli, Harry Edison, Pete Candoli, John Graas, Frank Rosolino, Milt Bernhart, Jimmy Knepper, Bob Enevoldsen, Art Pepper, Bud Shank, Jimmy Giuffre, Zoot Sims, Charlie Mariano, Bob Cooper, Herb Geller, Pete Jolly, Lou Levy, Marty Paich, Curtis Counce, Shelly Manne, Stan Levey, Mel Lewis, Larry Bunker,...).
L'album Modern Sounds (Capitol Records, 1951) en octet n'est pas sans évoquer, pour son instrumentation et ses choix esthétique, les séances Birth of the cool de Miles Davis. Rogers reprend d'ailleurs l'idée d'une petite formation incluant les deux instruments « rares » que sont le cor d'harmonie et le tuba
Sur l'album en big band, Shorty Courts the Count (RCA Victor, 1954), Rogers, qui garde aussi ici l'idée de l'utilisation du cor et du tuba, montre qu'il sait allier les subtilités d'écriture du cool jazz et le swing musclé à la Count Basie.
Parmi ses nombreux enregistrements comme « leader » on citera aussi : Shorty Rogers and His Giants ; The swinging Mr. Rogers ; Martians Come Back ; Way Up There ; Collaboration (coleader André Previn) ; Cool And Crazy ; The Big Shorty Express ; Portait of Shorty ; Wizard of Oz and Other Harold Arlen Songs ; Gigi In Jazz ; You Shorty, Me Tarzan ; The Fourth Dimension In Sound ; Bossa Nova ; Jazz Waltz.
Comme compositeur Shorty Rogers privilégie la simplicité : la plupart de ses compositions découle du blues ou de l'anatole avec souvent usage de « phrases » riffs. Comme arrangeur, il allie le son cool des Brothers, le swing de Count Basie et la « force de frappe » des sections de cuivres Kentoniennes.
On remarquera que Shorty Rogers donne souvent à ses compositions des titres incongrus (Tales of an African Lobster, …) ou reposant sur des jeux de mots : Sweetheart of Sigmund Freud, Coop de Graas, Jolly Rogers, … Un running gag consiste en une série de titres « martiens » : Martians Go Home, Martians Come Back, Martians Stay Home, Here's That Old Martian Again, Have You Hugged A Martian Today, March Of The Martians, Martian Lullaby, Martian Bossa Nova, etc.
Shorty Rogers participe comme instrumentiste sideman (notamment avec Shelly Manne and his men) ou arrangeur (ex. : Chet Baker and Strings, 1954 ; Lou Levy : Jazz in Four Colours, 1956 ; Jack Montrose : Blues and Vanilla, 1956 ; ...) à de nombreux autres disques de jazzmen West Coast.
En 1954, il enregistre des titres en trio avec Shelly Manne (batterie) et Jimmy Giuffre (clarinette, saxophone) pour l'album The Three and the Two. Ce disque en trio sans section rythmique est assez « avant-gardiste » pour l'époque. On remarquera que sur Three On A Row, Rogers tente d'appliquer au jazz les règles de l'écriture sérielle.
D'origine juive, il participe comme trompettiste et arrangeur à l'album de Shelly Manne, Steps to the desert : modern jazz versions of favorite Jewish and Israeli songs (Contemporary, 1962).
Sous le pseudonyme de Boots Brown, il enregistre quelques amusants pastiches de rhythm and blues / rock 'n' roll (Boots and his Blockbusters). Sur ces plages, le « calme et cérébral » Jimmy Giuffre est employé à contre-emploi comme « saxophoniste hurleur ».
Il travaille par ailleurs pour le cinéma. C'est lui, par exemple, qui en 1953, dirige l'orchestre de la musique du film de L'Équipée sauvage (Laslo Benedek, musique signée Leith Stevens). C'est aussi lui qui, en 1954, dirige l'orchestre pour la musique de Private Hell 36 (Don Siegel, musique signé Leith Stevens)
En 1955, c'est aussi Shorty Rogers qu'on voit à l'écran diriger, dans le film L'Homme au bras d'or (Otto Preminger, musique signée Elmer Bernstein), l'orchestre dont le personnage joué Frank Sinatra (l'acteur est doublé pour les séquences musicales par Shelly Manne) est le batteur.
Shorty Rogers a produit, à partir de 1956, les premiers albums d'Eddie Cano
Il compose la musique du dessin animé de Friz Freleng Three Little Bops (1956) où l'on peut voir les "trois petits cochons" devenus boppers affrontant un loup trompettiste.
Outre dans le domaine du jazz et de la musique de film, il s'illustre aussi dans la musique latine : Voodoo Suite (coleader Perez Prado), Manteca, Afro-Cuban Influence, etc.

### Années 1960-1970: télévision et studios
Vers le milieu des années 1960, Rogers disparaît de la scène du jazz. Il travaille alors intensivement pour la télévision (cf. filmographie plus bas) et, plus accessoirement, le cinéma. À la même époque, il écrit aussi des multitudes d'arrangements pour des artistes de variétés ou de musique pop (Herb Alpert, The Monkees, etc.).
Il est difficile de se faire une idée du travail de Shorty Rogers durant ces années. Nombre de ses arrangements (en particulier pour la télévision) ne sont en effet pas crédités.

### Années 1980-1990: retour au jazz
En 1980, il fait un « come-back » au jazz. On peut l'entendre en concert, jouant du bugle, à la tête de formations réunissant ses anciens complices de l'époque "West Coast" ("The Lighthouse All-Stars" incluant June Christy, Bill Perkins, Bud Shank, Bob Cooper, Pete Jolly, Larry Bunker, etc.). En 1985, on a pu l'entendre et le voir en France avec cette formation aux festivals de jazz de Nice et de Vienne.
Il décède en 1994 en Californie.

## Discographie partielle
Note : les titres donnés sont ceux des albums originaux. Ils ont été souvent réédités depuis sous d'autres titres (exemple : Modern Sounds a été réédité, entre autres, sous le titre The Birth of The Cool. Vol 2) ou sous forme de compilations (la même session se trouve par exemple sur Shorty Rogers : West Coast Sound : 1950-1956).
- Modern Sounds, Shorty Rogers & His Giants (1951, Capitol Records H-294)
- Popo (1951, Xanadu Records)
- Complete Lighthouse Sessions - coleader Art Pepper (1951, Jazz Factory)
- Short Stops (1953, Bluebird Records)
- Infinity Promenade (1953, RCA Victor Records)
- Tale of an African Lobster (1953, RCA Victor Records)
- Shorty Rogers Courts the Count (1954, RCA Victor Records)
- The Swinging Mr. Rogers (1955, Atlantic Records)
- Martians Come Back (1955, Atlantic Records)
- Martians Stay Home (1955, Atlantic Records)
- Clickin with Clax (1956, Atlantic Records)
- The Big Shorty Rogers Express (1956 RCA Victor)
- 1956 : Wherever the Five Winds Blow, RCA Records LPM-1326
- Shorty Rogers Plays Richard Rodgers (1957, RCA Victor)
- Way Up There (1957, Atlantic Records)
- Portrait of Shorty (1957, RCA Victor)
- 1958 : Gigi in Jazz, RCA Records LPM-1696
- Chances Are It Swings (1958, RCA Victor)
- The Wizard of Oz and Other Harold Arlen Songs (1959, RCA Victor)
- Shorty Rogers Meets Tarzan alias You Shorty, Me Tarzan (1959, MGM)
- The swingin' Nutcracker (1961, RCA Victor)
- The Fourth Dimension In Sound (1961, RCA Victor)
- Bossa Nova (1962, Reprise)
- Return to Rio (1962, Discovery)
- Jazz Waltz (1963, Reprise)
- Gospel Mission (1960, Capitol)
- Re-Entry (1981, Atlas Japan)
- Yesterday, Today and Forever - coleader Bud Shank - (1983, Concord Jazz)
- Back Again (1984, Choice Records)
- Shorty Rogers, Bud Shank & Lightouse All Stars : America The Beautiful (1991, Candid Records)
- Shorty Rogers, Bud Shank & Lightouse All Stars : Eight Brothers (1992, Candid Records)

## Filmographie

### comme compositeur
- 1952 : Hotsy Footsy (dessin animé de la série Mr. Magoo)
- 1957 : Three Little Bops
- 1959 : Tarzan, l'homme singe (Tarzan, the Ape Man)
- 1962 : The Merv Griffin Show (série télévisée)
- 1965 : Taffy and the Jungle Hunter
- 1965 : Young Dillinger (en)
- 1967 : Gunfight in Abilene
- 1967 : The Tiger Makes Out
- 1969 : Gidget Grows Up (TV)
- 1970 : Fools
- 1970 : The Interns (série télévisée)
- 1970 : The Partridge Family (série télévisée)
- 1970 : Cavale pour un magot (Breakout) (TV)
- 1972 : Temperatures Rising (série télévisée)
- 1972 : The Paul Lynde Show (série télévisée)
- 1974 : The Teacher
- 1975 : The Specialist
- 1975 : Starsky et Hutch ("Starsky and Hutch") (série télévisée)
- 1975 : Dr. Minx
- 1977 : La croisière s'amuse ("The Love Boat") (série télévisée)
- 1978 : L'Île fantastique ("Fantasy Island") (série télévisée)
- 1979 : Return of the Mod Squad (TV)
- 1981 : Looney, Looney, Looney Bugs Bunny Movie
- 1986 : The Bugs Bunny and Tweety Show (dessin animé TV)

### comme acteur
- 1953 : les Frontières de la vie (Glass Wall) : doublure de Vittorio Gassman dans les scènes où celui-ci joue de la trompette.
- 1955 : L'Homme au bras d'or (The Man With the Golden Arm) : chef d'orchestre
- 1955 : Dial Red O : chef d'orchestre
- 1955 : Dementia : lui-même
- 1959 : The Alphabet Conspiracy (film éducatif produit par la Frank Capra Company)[14].